# Маринер

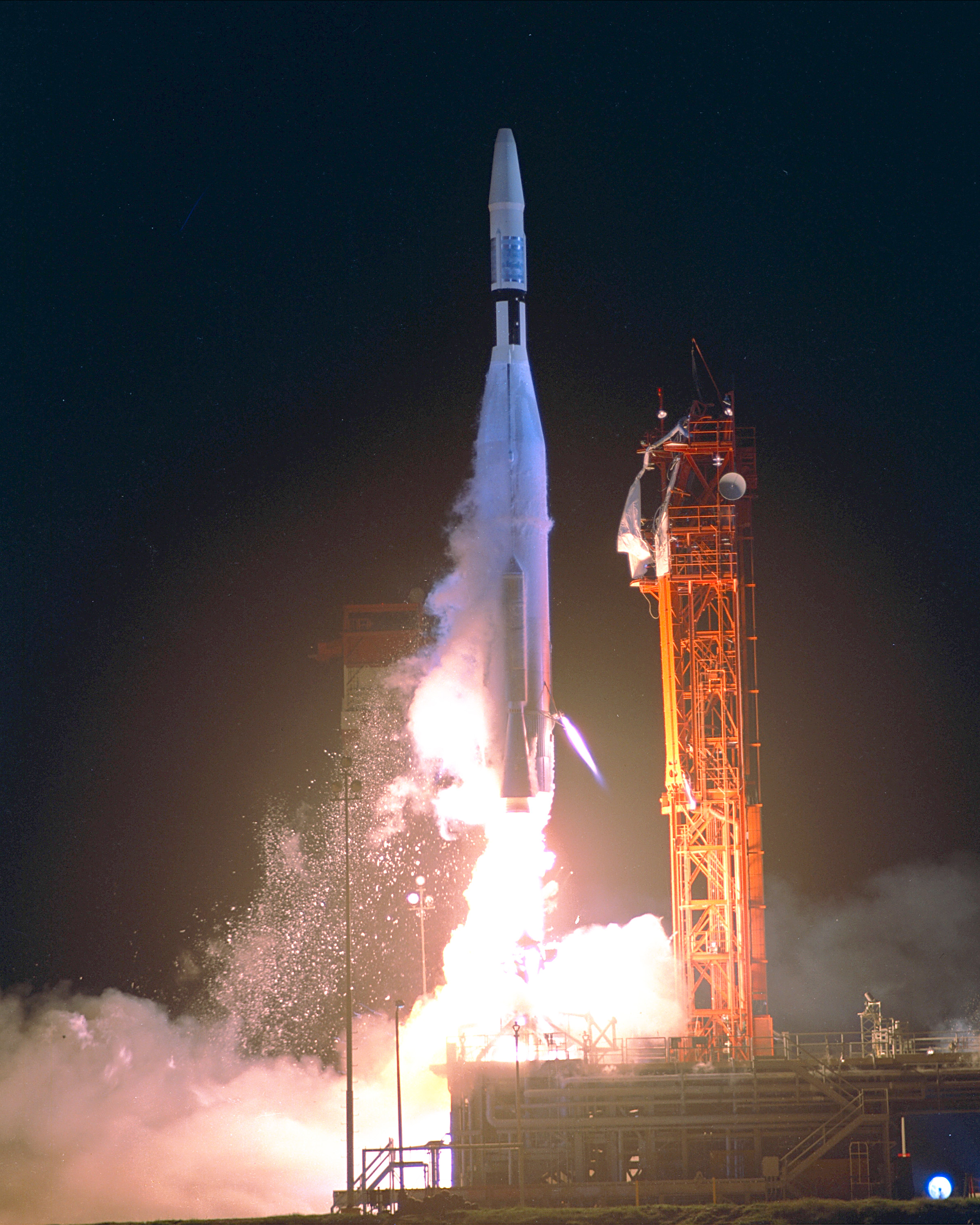
Запуск Маринера-1 в 1962 году

Автоматические межпланетные станции серии Ма́ринер (англ. Mariner, дословно — «моряк»), запускались НАСА с 1962 по 1973 год с целью изучения Венеры (Маринер-1,2,5), Марса (Маринер-3,4,6,7,8,9) и Меркурия (Маринер-10). Маринеры 1—7 и 10 были пролётными аппаратами, Маринер-8 и Маринер-9 должны были стать искусственными спутниками Марса. Всего было запущено 10 космических аппаратов. Большинство космических аппаратов запускалось парами для снижения риска неудачи. Три запуска прошли аварийно и аппараты были потеряны при старте (Маринер-1,3,8); остальные Маринеры выполнили программы полёта.
Маринер-2 впервые изучил другую планету с пролётной траектории, Маринер-4 стал первым космическим аппаратом, который сделал снимки другой планеты с близкого расстояния, Маринер-9 стал первым искусственным спутником другой планеты и впервые произвёл фотографирование поверхности Марса с разрешением в несколько сотен метров.
Головная организация по проектированию, изготовлению и испытаниям — Лаборатория реактивного движения (англ. Jet Propulsion Laboratory, JPL). Разработка отдельных систем выполнялась различными промышленными организациями. Разработка научных приборов велась с участием высших учебных заведений.
Маринеры были снабжены солнечными батареями, несли набор научных приборов, в том числе для измерения магнитных полей и регистрации заряженных частиц, а также телекамеры (на Маринерах для изучения Венеры телекамеры отсутствовали).
Аппараты Маринер, в отличие от Пионеров и Вояджеров (разновидность Маринеров), функционировали в космосе относительно недолго — от нескольких месяцев до 3 лет.
Общие затраты на космические программы, выполненные с помощью автоматических межпланетных станций серии Маринер, включавшие расходы на исследования и разработки, изготовление и тестирование, запуск, а также управление и связь во время полётов, составили около 554 млн долларов.

## Список аппаратов

### Космические аппараты первого поколения
Маринер-1 и Маринер-2 были созданы на основе ранее разработанных лунных аппаратов Рейнджер.
- Маринер-1 был запущен 22 июля 1962 года к Венере, но через 5 минут после старта ракета-носитель Атлас-Аджена отклонилась от курса и была подорвана.
- Маринер-2 был копией Маринера-1, запущен 27 августа 1962 года к Венере. Полёт прошёл успешно: через 3,5 месяца аппарат массой 203 кг пролетел мимо Венеры на расстоянии 34773 км и вышел на гелиоцентрическую орбиту. Первый космический аппарат, который исследовал другую планету с пролётной траектории. Телекамеры на борту не было. Обнаружено обратное вращение планеты, измерены параметры атмосферы и магнитного поля.

### Космические аппараты второго поколения
- Маринер-3 был запущен 5 ноября 1964 года к Марсу, но обтекатель, защищающий автоматическую межпланетную станцию от нагрева в первые минуты полёта в атмосфере, не отделился. Маринер-3 не достиг скорости, необходимой для выхода на траекторию полёта к Марсу, из-за лишнего веса обтекателя. Кроме того, не отделившийся обтекатель не позволил раскрыться панелям с солнечными элементами, что лишило автоматическую межпланетную станцию основного источника питания. Станция, не получая энергии от солнечных батарей, вскоре отключилась, оставшись на гелиоцентрической орбите.
- Маринер-4 был копией Маринера-3, запущен 28 ноября 1964 года к Марсу. 14—15 июля 1965 года пролетел на расстоянии 9846 км от поверхности планеты. Первый аппарат, сфотографировавший Марс с близкого расстояния. Аппарат функционировал на гелиоцентрической орбите до декабря 1967 года.

В космическом аппарате Маринер-5 начато использование интегральных схем (584 шт.).
Маринер-5 — это переоборудованный резервный космический аппарат для программы НАСА Маринер Марс 1964.
- Маринер-5 был запущен 14 июня 1967 года к Венере. 19 октября 1967 года станция пролетела на расстоянии 3990 км от поверхности планеты. Телекамеры этот аппарат не имел, провёл дополнительные исследования атмосферы Венеры с пролётной траектории.

### Космические аппараты третьего поколения
Разработка была начата в конце 1965 года, проектирование в основном закончилось в 1967 году.
В каждом из космических аппаратов третьего поколения использовано большое количество передовых для того времени интегральных схем (2682 шт.). По информации разработчиков, для реализации функциональных возможностей Маринера-6 или Маринер-7 массой 411,8 кг при использовании дискретных элементов потребовался бы космический аппарат массой более тонны.
- Маринер-6 был запущен 24 февраля 1969 года к Марсу. 31 июля 1969 года аппарат пролетел на расстоянии 3431 км от Марса. Занимался в основном фотографированием планеты и исследованием состава атмосферы.
- Маринер-7 был копией Маринера-6, запущен 27 марта 1969 года к Марсу. 5 августа 1969 года аппарат пролетел на расстоянии 3430 км от Марса. Занимался в основном фотографированием планеты и исследованием состава атмосферы.

Маринер-6 и Маринер-7 сфотографировали с близкого расстояния около 20 % поверхности Марса. При расстоянии до поверхности Марса 3500 км различимые детали поверхности 3 км (в частности, выяснилось, что Марс не столь похож на Луну, как это представлялось после полёта Маринера-4, который сфотографировал около 1 % поверхности Марса, причём сильно кратерированные участки).

### Космические аппараты четвёртого поколения
В конце 1968 года НАСА приняло решение запустить в 1971 году две идентичные автоматические межпланетные станции Маринер на орбиту вокруг Марса, которые получили наименования Маринер-8 и Маринер-9.
Научные задачи были разделены на исследование неизменных свойств поверхности и исследование изменяющихся свойств поверхности и атмосферы. Невозможно оптимальным образом выполнить научные задачи с использованием единственной орбиты искусственного спутника Марса. Поэтому было решено использовать одну АМС (Маринер-9) для исследования неизменных свойств, а другую (Маринер-8) для изучения изменяющихся свойств, причём каждую АМС предполагалось вывести на особую орбиту.
- Маринер-8 был запущен 8 мая 1971 года к Марсу. Однако, верхняя ступень ракеты-носителя начала колебаться и вышла из-под контроля. Вместе с полезной нагрузкой она вошла в атмосферу Земли на расстоянии около 1500 км от места старта и упала в Атлантический океан.
- Маринер-9 был копией Маринера-8, запущен 30 мая 1971 года к Марсу. 13 ноября 1971 года он вышел на орбиту вокруг Марса, став первым искусственным спутником другой планеты. Сфотографировал около 85 % поверхности Марса с разрешением от 1 до 2 км (2 % поверхности сфотографированы с разрешением от 100 до 300 метров), передал фотографии его спутников Фобоса и Деймоса.

Маринер-10 был запущен 3 ноября 1973 года к Меркурию, а также исследовал Венеру с пролётной траектории. Первый (и до 2008 года — единственный) аппарат, осуществивший фотографирование Меркурия с близкого расстояния.

### Вояджеры и Викинги
Программа развивалась, и было начато изготовление аппаратов Маринер-11 и Маринер-12 для изучения Юпитера и возможно Сатурна. Однако из-за важности этих миссий их решено было выделить в отдельную программу, и аппараты были переименованы в Вояджер-1 и Вояджер-2.
Орбитальные блоки космических аппаратов серии Викинг: Викинг-1 и Викинг-2, которые стали искусственными спутниками Марса, созданы на основе Маринер-9.